# Björn Eriksson (läkare)
Björn Eriksson, född 1967, är en svensk hjärtläkare och ämbetsman. Sedan 15 augusti 2024 är han generaldirektör för Socialstyrelsen.

## Biografi

### Läkare och forskare
Eriksson tog läkarexamen vid Karolinska Institutet 1994 och specialiserade sig inom kardiologi. Han disputerade 1999 på en avhandling om neurofysiologiska mekanismer bakom kärlkramp. Han har även arbetat med läkemedelsutveckling på Astra Zeneca 2005–2010.

### Sjukvårdsledning
Mellan 2013 och 2014 var Eriksson landstingsdirektör i Jämtlands läns landsting; när landstinget omvandlades till region fortsatte han som regiondirektör för den nybildade Region Jämtland Härjedalen 2015–2017. Därefter verkade han som chef för universitetssjukvården i Region Skåne 2017–2019 och sedan som hälso- och sjukvårdsdirektör i Region Stockholm 2019–2021.

### Generaldirektör och statlig ämbetsman
I februari 2021 utsåg regeringen Löfven Eriksson till generaldirektör för Läkemedelsverket, med tillträde 22 mars 2021. Eriksson var även ledamot av Läkemedelsverkets styrelse från 2018 till 2021.
I rollen som generaldirektör syntes Eriksson ofta i media relaterat till coronavirusutbrottet 2020–2021. Sedan juni 2022 har Eriksson även i uppdrag av Socialdepartementet att leda en utredning av digitala vårdgivare inom primärvården.
Den 15 augusti 2024 meddelade regeringen Kristersson att den utsett Björn Eriksson till ny generaldirektör för Socialstyrelsen; han tillträdde uppdraget omedelbart med ett förordnande på sex år och lämnade samtidigt Läkemedelsverket.